# Посмітюха звичайна
Посмі́тюха звичайна, або чуба́тий жа́йворонок (Galerida cristata) — невеликий горобцеподібний птах родини жайворонкових (Alaudidae). В Україні осілий, кочовий на всій території крім гір.

## Зовнішній вигляд
Маса тіла 35-45 г, довжина тіла близько 15 см. Дорослий птах зверху сірувато-бурий, з темною строкатістю; на тім'ї загострений «чуб»; низ тулуба білуватий, з темно-бурою строкатістю на волі і боках; спід крил світло-рудий; махові пера темно-бурі, зі світлою облямівкою; центральні стернові пера бурі, крайні — рудуваті, інші — темно-бурі; дзьоб і ноги бурі. У молодого птаха пера верху з білуватою верхівкою; «чуб» коротший.

## Поширення та місця існування
Птах поширений у південній бореальній зоні від заходу і південного заходу Європи до Кореї і Жовтого моря. Південна межа ареалу проходить від Сенегалу і Гамбії, Нігерії, Судану, півночі Кенії і узбережжя Аравії через північний схід Індії до низовини Непалу.
На північному сході гніздового ареалу чубатий жайворонок — перелітний птах, в інших частинах — осілий. Тим не менш, для окремих особин доведені дальні переміщення.
Населяє сухі відкриті біотопи з розрідженою трав'янистою рослинністю. Віддає перевагу культурному ландшафту. Особливо часто у гніздовий період зустрічається на пустошах, вигонах, закинутих звалищах, на околицях населених пунктів тощо.

## Підвиди
Виділяють 33 підвиди:. 
- G. c. pallida Brehm, CL, 1858 — Іберійський півострів;
- G. c. cristata (Linnaeus, 1758) — від південної Скандинавії і Франції до Словенії, Білорусі, північної Угорщини і північної України;
- G. c. neumanni Hilgert, 1907 — захід центральної Італії (від Тоскани до Риму);
- G. c. apuliae von Jordans, 1935 — південь Апеннінського півострова і Сицилія;
- G. c. meridionalis Brehm, CL, 1841 — південний захід і південь Балкан (від східної Хорватії до центральної Греції), Іонічні острови, Крит, захід Малої Азії;
- G. c. cypriaca Bianchi, 1907 — острови Кіпр, Карпатос, Родос;
- G. c. tenuirostris Brehm, CL, 1858 — від східної Угорщини і Румунії через Україну до південної Росії і Казахстану;
- G. c. caucasica Taczanowski, 1888 — східні Егейські острови, північна Туреччина, західне Закавказзя і південний Кавказ;
- G. c. kleinschmidti Erlanger, 1899 — північний захід Марокко (на схід до Рифських гір, на південь до Середнього Атласа);
- G. c. riggenbachi Hartert, EJO, 1902 — захід Марокко (від Касабланки до долини Суса);
- G. c. carthaginis Kleinschmidt & Hilgert, 1905 — узбережжя Магрибу (від північного сходу Марокко до міста Сус на півночі Тунісу);
- G. c. arenicola Tristram, 1859 — від північного сходу Алжирської пустелі до південного Туніса і північно-західної Лівії);
- G. c. festae Hartert, EJO, 1922 — узбережжя Киренаїки на північному сході Лівії (від Бенгазі до Тобрука);
- G. c. brachyura Tristram, 1865 — від внутрішніх районів Киренаїки до північного узбережжя Єгипту, північного Синаю, північного заходу Аравії і південного Іраку;
- G. c. helenae Lavauden, 1926 — південний схід Алжиру і південний захід Лівії;
- G. c. jordansi Niethammer, 1955 — плоскогір'я Аїр в Нігері;
- G. c. nigricans Brehm, CL, 1855 — Дельта Нілу;
- G. c. maculata Brehm, CL, 1858 — долина Нілу в Єгипті (від Каїра до Асуана), Фаюмська оаза;
- G. c. halfae Nicoll, 1921 — долина Нілу в південному Єгпиті і північному Судані (від Асуана до Ваді-Хальфи);
- G. c. altirostris Brehm, CL, 1855 — схід Судану (на схід від долини Нілу) і Еритрея;
- G. c. somaliensis Reichenow, 1907 — північ Сомалі, південь Ефіопії і північ Кенії;
- G. c. balsaci Dekeyser & Villiers, 1950 — узбережжя Мавританії;
- G. c. senegallensis (Müller, PLS, 1776) — від південної Мавританії і Сенегалу до Нігера;
- G. c. alexanderi Neumann, 1908 — від північної Нігерії до західного Судану і північного сходу ЦАР;
- G. c. isabellina Bonaparte, 1850 — центральний Судан (від Кордофана до долини Нілу);
- G. c. cinnamomina Hartert, EJO, 1904 — західний Ліван (на південь від Бейрута) і північно-західний Іразаїль (гори Кармель);
- G. c. zion Meinertzhagen, R, 1920 — південна Туреччина, Сирія, східний Ліван і східний Ізраїль (на південь до Єрусалима);
- G. c. subtaurica (Kollibay, 1912) — від центральної Туреччини до південного Закавказзя, північно-західного Ірана, західного Туркменістана і східного Ірака;
- G. c. magna Hume, 1871 — від центрального Ірана і центрального Туркменістана до північно-західного Пакистана, Казахстана, південної Монголії і північно-західного Китая (Сіньцзян);
- G. c. leautungensis (Swinhoe, 1861) — північний схід і схід Китаю;
- G. c. coreensis Taczanowski, 1888 — Корейський півострів;
- G. c. lynesi Whistler, 1928 — від південного Кашміру до східного Пакистану, західної і північної Індії та південного Непалу;
- G. c. chendoola (Franklin, 1831) — північний Кашмір (Гілгіт-Балтистан).

## Чисельність
Чисельність в Європі оцінена в 3,6-7,6 млн пар, в Україні — 50—70 тис. пар. Протягом 1970–1990 рр. було відмічене скорочення чисельності, після чого в цілому вона залишається стабільною.

## Гніздування

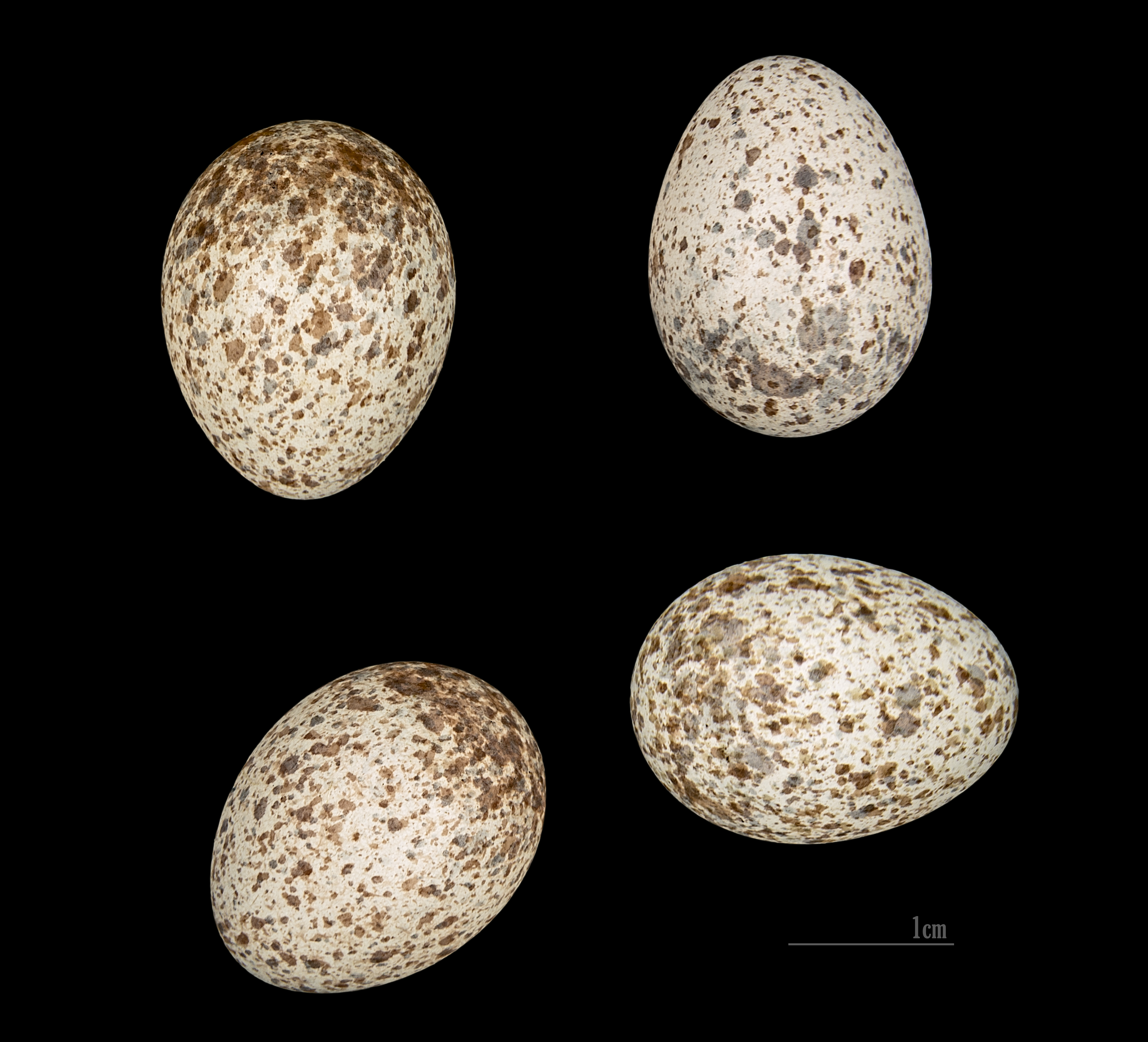
Galerida cristata

Гніздиться окремими парами. Гніздо влаштовує зазвичай на землі, серед розрідженої рослинності, в невеликому заглибленні ґрунту, на рівному місці або на схилі канави, ями. У виключних випадках влаштовує гнізда над землею — під солом'яними дахами господарських будівель, на скиртах соломи. Гніздо зазвичай доволі добре приховане завдяки тому, що птахи влаштовують його біля каміння, грудок землі тощо. Гніздо подібне до жайворонка польового. Будівельним матеріалом слугують сухі стебла трав, корінці, вузьке листя, інший різноманітний рослинний матеріал. Висилкою слугують тонкі сухі травинки, кінське волосся, зрідка — пір'я. Зовнішня частина інколи складається з коротких, товстих стебел, листя і колосків трав, що стирчать в різні боки. Діаметр гнізда становить 10,8-12,0, діаметр лотка — 4,5-5,5, висота гнізда — 6,0-7,0 см.
У повній кладці 3-5, частіше 4-5, зрідка 6 яєць. Вони дуже подібні до яєць польового жайворонка, але зазвичай мають жовтувато-бурий відтінок, більш заокруглені та з більш вираженим блиском. Основний їхній фон сіро-білуватий, щільно вкритий доволі крупними і дрібними плямами: глибокими світло-сірими або сіро-фіолетовими та поверхневими оливково- або сіро-бурими. Середній розмір яєць 22,85×16,86 мм.
До відкладання яєць приступає наприкінці квітня — на початку травня. Гніздовий період тримає до середини липня. Протягом року два виводки. Насиджує тільки самка протягом 12-13 діб.

## Живлення

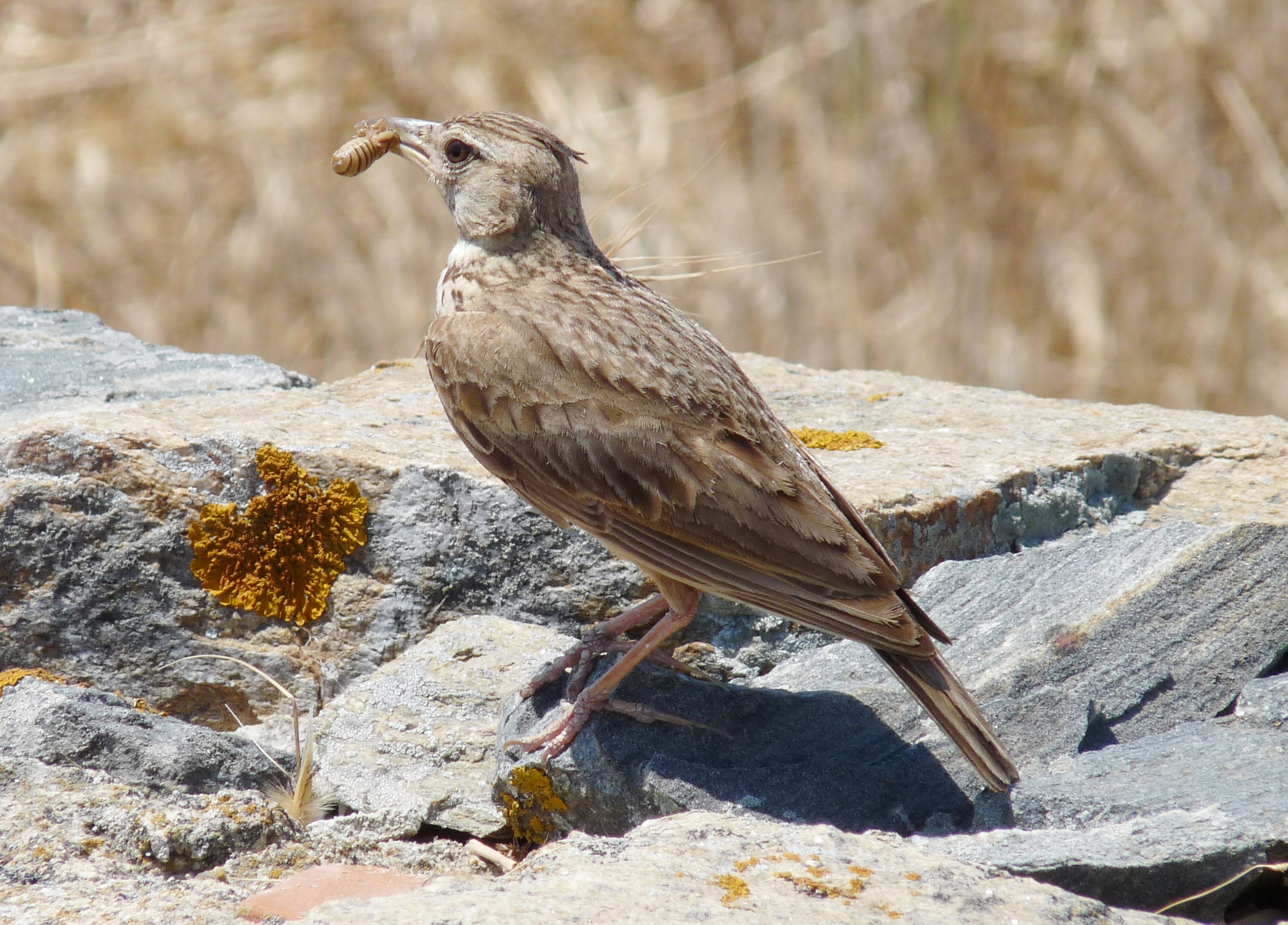
Чубатий жайворонок з їжею

До раціону чубатого жайворонка входять насіння дикорослих трав, взимку частково — дрібні тварини. Живиться також безхребетними — дощовими червами, дрібними жуками середнього розміру, мухами, дрібними метеликами, гусінню, павуками, дрібними молюсками. Молодих птахів вигодовують тваринною їжею.